# Arthur Dreyfuss
Pour les articles ayant des titres homophones, voir Arthur Dreyfus et Arthur Dreifuss.
Arthur Dreyfuss, né le 9 septembre 1985 à Paris, est président de Altice France et l'un des principaux collaborateurs de Patrick Drahi, jusqu'à l'été 2024.

## Biographie

### Origine et études
Il est le fils de Marcel Dreyfuss, un importateur de fruits et légumes, qui a été président du Consistoire israélite de Lyon et vice président honoraire du consistoire central de France, et le petit-neveu de Marcel Dreyfuss, résistant assassiné à Lyon le 22 mai 1944 par la Gestapo.
Après des études secondaires à Lyon, il étudie le droit à l'Université Jean-Moulin-Lyon-III (2004-2006), puis à l'Université Panthéon-Sorbonne (2007-2008) et à Paris 2 Assas (2008-2009).
À Lyon III, il s'inscrit à l'UEJF opposée à l'extrême droite du professeur Bruno Gollnisch. Il fait un voyage au Rwanda en 2006, dédié à la mémoire des génocides. 

### Cabinets ministériels
Dominique Perben, alors ministre des transports, que Arthur Dreyfuss rencontre à l'occasion de l'inauguration d'un mémorial du génocide arménien, lui offre en 2006 un stage de 7 mois à son cabinet comme assistant à la communication du ministère. Un autre stage s'enchaîne au cabinet du ministre de la justice. Il y devient l'adjoint de Guillaume Didier, porte-parole du ministère de la justice. Il organise notamment un voyage de la ministre, Rachida Dati, en Israël. Guillaume Didier le convainc difficilement de poursuivre ses études de droit en parallèle avec ses activités en cabinet.
En 2009, la nouvelle ministre de la justice, Michèle Alliot-Marie, conserve le tandem Guillaume Didier - Arthur Dreyfuss à son cabinet, et l'emmène au ministère des affaires étrangères en 2010.

### Havas
En 2011, il entre à Havas où il travaille avec Stéphane Fouks. Fouks confie à Dreyfuss différentes missions dans le cadre des affaires Bettencourt, Tapie, et de la candidature de Geoffroy Roux de Bézieux à la présidence de MEDEF.

### SFR
Stéphane Fouks, qui conseille en 2013 Patrick Drahi pour l'acquisition de SFR, lui recommande d'embaucher Arthur Dreyfuss. Dès lors, son avancement au sein du groupe va être rapide. En 2014, il s'occupe de la communication de Altice. En 2018, il devient secrétaire général du groupe. En août 2020, il cumule la direction générale d'Altice Média (et donc des chaînes BFM et RMC) avec la fonction de secrétaire général de SFR, se positionnant clairement comme le dauphin de Alain Weill, président d'Altice France.
Lors du départ de Alain Weill en juin 2021, c'est toutefois Grégory Rabuel, déjà président de SFR depuis décembre 2019, qui est nommé simultanément président de Altice France et de SFR. Toutefois, en août 2022, Rabuel quitte le groupe, peut-être pour « résultats insuffisants ». Arthur Dreyfuss devient alors président d'Altice France et Mathieu Coq devient directeur opérationnel de SFR.
Par ailleurs, en 2019, il est élu président de la Fédération française des télécoms pour une durée de 2 ans, à la place de Didier Casas. En 2021, il reste vice-président, tandis que Liza Bellulo lui succède comme président.
Début 2024, Patrick Drahi, lourdement endetté, accepte de vendre Altice Média (BFM et RMC) à Rodolphe Saadé. A la surprise générale, il est annoncé que Arthur Dreyfuss restera à la tête de Altice Média, se mettant ainsi au service de l'acquéreur. Cependant, après le rachat effectif, Rodolphe Saadé, nouveau propriétaire de la chaine BFMTV, le remplace par Nicolas de Tavernost, ancien PDG du groupe M6 (Metropole-tv).

## Vie privée
Marié à une avocate spécialisée en propriété intellectuelle ; ils ont 3 enfants.